# Potůčky
Potůčky (en allemand : Breitenbach) est une commune du district et de la région de Karlovy Vary, en République tchèque. Sa population s'élevait à 436 habitants en 2020.

## Géographie
Potůčky se trouve à 3 km au sud-est du centre de Johanngeorgenstadt (Allemagne), à 24 km au nord-nord-ouest de Karlovy Vary et à 128 km à l'ouest-nord-ouest de Prague.
La commune est limitée par l'Allemagne au nord-ouest et au nord, par Boží Dar à l'est, par Pernink et Horní Blatná au sud, et par Nové Hamry au sud-ouest.

## Histoire
L'origine de Potůčky remonte à l'établissement de deux bocards et d'une fonderie par Georg Bernecker, un entrepreneur de Leipzig, en 1540.